# 萬田正治

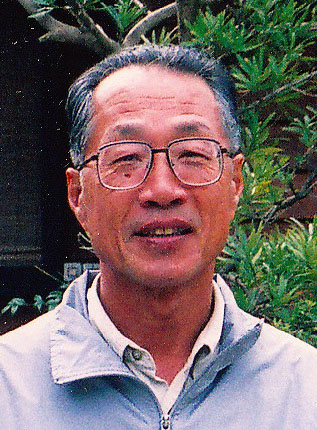
萬田正治

萬田 正治（まんだ まさはる、1942年4月23日 - ）は、日本の農学者、専門は畜産学。鹿児島大学名誉教授。日本での持続可能な農業を研究提言するなかで、自らも萬田農園を開設し、合鴨農法による無農薬米の生産方法を確立・全国に普及させるなどの実績を持つ実践者でもある。放送大学客員教授、鹿屋体育大学理事、鹿児島大学経営協議会委員、鹿児島大学稲盛アカデミー特任教授、等を兼任。

## 職歴
- 1942年4月23日　佐賀県鳥栖市生まれ。福岡県北九州市で育つ。

　　　鹿児島大学農学部卒、東北大学大学院終了、酪農学園大学講師
- 2001年　鹿児島大学副学長
- 2003年　定年を5年残して退職。鹿児島大学名誉教授着任
- 2004年　霧島市溝辺町竹子（たかぜ）に萬田農園を開設。
- 2008年　鹿児島大学経営協議会委員
- 2015年　鹿児島大学稲盛アカデミー特任教授

## 人物・エピソード
- 鹿児島大学時代、屋久島での猿による農作物被害防止に尽力。電気柵を中心にした対策をうちたてる。

- 1992年から全国合鴨水稲会の代表世話人として、無農薬稲作の合鴨農法の普及に尽力、鹿児島県内の多くの農家がその恩恵を受けている。

- 農村と農業の改革を目指して「竹子農塾（たかぜのうじゅく）」を開設、同主宰。招待講師による理論学習（座学）を行っている。

- 農村と都市住民の交流・協力により、美しい景観と治山治水の役割を果たしている棚田や自然環境をまもることを目的に「田主の会[3]」を開設。

- 2013年、棚田の一角に小水力発電機を設置し、その電気を利用した小型電力自動車で、地元の物産館「きらく館」からお年寄りに宅配。

- 2014年　奄美の瀬戸内町の瀬戸内徳州会病院院長の高野良裕氏が開設した（株）奄美有機農業研究所に、2匹のヤギと15羽の萬田黒鶏[4]を贈呈。高野良裕氏は萬田正治の農業・農村政策に共鳴し、同病院にほど近い休校中の節子小中学校の跡地（校庭）を活用し農場を開園した。

- 2015年3月、庭先養鶏の会を設立。産業としての農業が行きづまる今、生活農業（自給のための農）の側面で農業を見直し、先ずは手頃な鶏を庭先で飼い、家庭の生ごみを餌として与えれば、卵と肉になって戻ってくる循環農業となる。近隣のグループでも庭先養鶏が始まる。

- 2015年11月、大規模農業だけでは日本農業は救えないと、小農（生活農業や兼業農家）の大切さを全国に提起し、小農学会を設立、共同代表を務める。

## 著書

### 単著
- 「アイガモ　飼育技術の基礎」（1997農山漁村文化協会）
- 「新特産シリーズ　ヤギ」（2000年　農山漁村文化協会 ISBN 9784540991370）
- 「ヤギの絵本」（2000　農山漁村文化協会　ISBN 9784540991363）
- 「生活農業の時代 竹子農塾講義録」（2010　南方新社　ISBN 978-4861241840）

### 共著
- 「農業技術体系、畜産編、中小家畜、ヤギ 1-27」（1980　農山漁村文化協会）
- 「畜産全書　共著　第１章　ヤギの飼育管理　6巻　21-47」（1983　農山漁村文化協会）
- 「新畜産学　第4章　B　家畜排泄物の利用　105−112　第9章　家畜の管理と畜舎　239-270」（1985　朝倉書店）
- 「畜産の近未来　第2章　第１項（８）山羊の現状と課題　101−105」（1991　川島書店）
- 「最新　酪農用語解説集」（1993　デーリイ・ジャパン社）
- 「新編　畜産大辞典　ヤギ」（1996　養賢堂　ISBN 978-4842596013）
- 「最新　畜産学　９　家畜の管理と畜舎」（1998　朝倉書店　ISBN 978-4-254-45015-6）
- 「わが家でつくる合鴨料理」（2000　農山漁村文化協会　ISBN 9784540983955）
- 「家禽学　特用家畜・アイガモ」（2000　朝倉書店　ISBN 978-4-254-45017-0）
- 「農的生活のすすめ」（2007　南方新社　ISBN 9784861241130）